# Kowtow (album)
Kowtow è un album discografico del gruppo inglese Pendragon, pubblicato nell'anno 1988 dall'etichetta Toff Records.

## Tracce
Lato A
1. The Mask – 4:01 (Nick Barrett)
2. Time For a Change – 3:56 (Nick Barrett)
3. I Walk the Rope – 4:47 (Nick Barrett)
4. Solid Heart – 4:20 (Nick Barrett)
5. 2 AM – 4:14 (Nick Barrett)

Lato B
1. Total Recall – 7:00 (Nick Barrett, Peter Gee)
2. The Haunting – 10:40 (Nick Barrett)
3. Kowtow – 8:56 (Nick Barrett)

### Tracce su CD
1. Saved by You
2. The Mask
3. Time For a Change
4. I Walk the Rope
5. 2 AM
6. Total Recall
7. The Haunting
8. Solid Heart
9. Kowtow

## Formazione
- Nick Barrett - chitarra e voce
- Peter Gee - basso
- Fudge Smith - batteria
- Clive Nolan - tastiere

Altri musicisti
- Julian Segal - sassofono